# Paectes recurrena
Paectes recurrena är en fjärilsart som beskrevs av Walker 1858. Paectes recurrena ingår i släktet Paectes och familjen nattflyn. Inga underarter finns listade i Catalogue of Life.